# لورنس ك. هودسون
لورنس ك. هودسون (بالإنجليزية: Laurence C. Hodgson)‏ هو سياسي أمريكي، ولد في 6 نوفمبر 1874 بهاستينغز في الولايات المتحدة، وتوفي في 24 مارس 1937 بسانت بول في الولايات المتحدة. حزبياً، نشط في الحزب الديمقراطي.